# Михаил Кремен
Михаил Кремен е псевдоним на Михаил Иванов Икономов-Грозев – български писател, белетрист и мемоарист, известен най-вече като автор на мемоарно-документалната книга „Романът на Яворов“. Участник в Балканските войни.

## Биография
Михаил Кремен е роден на 1 декември 1884 година в Оряхово.
Баща му почива през 1889 г. и майка му, Катя Икономова, се жени повторно за учителя Петко Грозев, брат на писателя и драматург Иван Грозев.
През 1902 г. започва следването му по Славянска филология във Висшето училище в София. Изключен е от университета през 1907 г. заради участието му в освиркването на княз Фердинанд, след което учи в Загреб, Цюрих и Мюнхен. След завръщането си от чужбина работи като библиотекар в Народна библиотека „Св. св. Кирил и Методий“, където го заварва мобилизацията за Балканската вайна. През Балканските войни е български офицер (подпоручик) и командва взвод от 10-и пехотен родопски полк на българската армия. След края на Първата световна война е учител в София. В 1920 г. открива представителство за търговия с музикални инструменти „Кремона“. По това време се занимава и с импресарска дейност.

## Семейство
Михаил Кремен се запознава с първата си съпруга –  Дора Конова, през януари 1912 г. на един студентски бал, а през април същата година се сгодяват. Женят се през август 1913 г., но бракът им така и не е консумиран и след смъртта на Яворов през 1914 г. Дора се развежда с Кремен. През 1929 г. той се жени за пианистката Богдана. Двамата имат две дъщери  - Агнес (р. 1931 г.) и Лора (1936). Агнес се премества да живее във Франция, където работи като учителка. Загива през 1973 г. при пожар в училището, докато спасява децата. Лора става актриса в България, а след 1989 г. емигрира във Франция, където умира през 2012 г.

## Литературна дейност
Михаил Кремен дебютира в сп. „Мисъл“ с разказа „Един ден“ (1903).Сътрудничи на периодични издания –  сп. „Демократически преглед“, „Съвременник“, „Златорог“, „Ново общество“, „Съвременна мисъл“, „Знание“, „Предел“, „Художник“, „Нова струя“, „Слънчоглед“, „Листопад“, „Народ и армия“, „Наши дни“, „Смях“, „Родна реч“, в. „Мир“. Публикува стихотворения, разкази, стихотворения в проза, театрални рецензии и отзиви, спомени и преводи. Публикувани стихове има в антологиите „Българска антология“ (1910) и „Поетична година“ (1920). Пише обширна студия „В полите на Витоша“ и нейните критици“, която излиза в сп. „Съвременна мисъл“ (1912, № 4 – 5), в която оспорва критическите аргументи на Боян Пенев. Студията излиза и в отделна книга през същата година.
Кремен е автор на разкази, мемоари и литературни портрети. Първата му белетристична книга е сборникът с разкази „Схлупени стрехи“ (1914). Втората му книга –  „Брегалница“ (1921), представя спомените му от Междусъюзническата война.  Фундаменталният му труд е двутомникът „Романът на Яворов“. Първата част излиза първата част през 1959 г. Книгата предизвиква оживени дискусии в периодичния печат и втората част се появява едва през 1965, година след смъртта на писателя. „Романът на Яворов“ е художествено-документален разказ за драматичната любов на П. К. Яворов към Мина Тодорова и Лора Каравелова в контекста на духовната атмосфера и обществените страсти през първото десетилетие на ХХ в. Романът има няколко издания – 1970, 1972, 1983, 1985, 2019. Посмъртно през 1983 г. излиза есеистичната му книга „Портрети с цветни моливи“, под редакцията на критика Атанас Свиленов. 

## Кремен и Яворов
Михаил Кремен е близък приятел на известния поет и революционер Пейо Яворов. През април 1912 г. Кремен запознава поета с тогавашната си годеница – Дора Конова, и така, без да иска, поставя началото на любовния триъгълник  между Яворов,  неговата съпруга Лора Каравелова и Дора. Яворов се влюбва в младата студенка и настоява тя да изостави Кремен. Лора, която се досеща за чувствата на Яворов, от една страна устройва сцени на ревност на поета, но, от друга, държи Дора да бъде близо до тях, защото тя действа умиротворяващо на душевното състояние на Яворов. На 29 ноември 1913 г. Михаил Кремен трудно убеждава Дора да отидат на гости у д-р Тихов, където ще бъдат и Яворов, и Лора. На сбирката Дора и Яворов флиртуват, а по-късно в спомените си Дора пише, че точно тази вечер е решила на другия ден да отвърне положително на настояванията на Яворов да изостави Кремен. Часове по-късно в квартирата на Яворови се разиграва трагедията, която води до смъртта на Лора и тежкото раняване на Яворов. След изписването му от болницата поетът за кратко се установява да живее при Михаил Кремен и Дора. В тежките последни месеци от живота на Яворов Михаил Кремен винаги е близо до него. Последната снимка на Яворов, направена от приятеля му Асен Златаров, е с Михаил Кремен и Тодор Александров. През 1934 г. Кремен публикува в сп. „Предел“ „Спомени за Яворов и Лора“, които са праобраз на бъдещата му голяма книга, посветена на поета – „Романът на Яворов“.
Михаил Кремен умира на 22 декември 1964 г. в София.
Негов портрет, създаден през 1946 г. от художника Златьо Бояджиев, се намира в художествената галерия в Сливен.